# Prix de l'Arc de Triomphe
Qatar Prix de l'Arc de Triomphe
Groupe I
Le Prix de l'Arc de Triomphe est une course hippique de plat donnée le premier dimanche d'octobre sur l'hippodrome de Longchamp.
Cette course est considérée comme la plus prestigieuse au monde, et est souvent la plus relevée en matière de qualité. Course de Groupe 1 réservée aux chevaux pur-sang anglais de trois ans et plus, mâles entiers (les hongres en sont exclus) et femelles, elle se dispute sur la distance classique des 2 400 mètres de la grande piste de Longchamp et offre une allocation de 5 000 000 €.

## Historique
Dans la première moitié du XIXe siècle, les courses françaises étaient réservées aux chevaux nés et élevés en France. L'ouverture intervint en 1863 lorsque la Société d'Encouragement, l'instance d'organisation des courses hippiques, créa le Grand Prix de Paris, une épreuve réservée aux meilleurs 3 ans internationaux. Trente ans plus tard, une autre épreuve internationale fut créée, le Prix du Conseil Municipal, destinée à voir se confronter les meilleurs chevaux d'âge, quel que soit leur pays d'origine, avec un poids déterminé selon les performances antérieures de chaque compétiteur. En 1920, il fut décidé de créer une course ouverte aux chevaux de toutes origines, de tous âges, mâles et femelles (hongres exclus), mais où le poids serait attribué non plus en fonction des performances, selon la formule handicap, mais selon l'âge et le sexe des participants. Elle fut nommée Prix de l'Arc de Triomphe en l'honneur du monument où eut lieu en 1919 la parade des Alliés célébrant la victoire dans la Première Guerre mondiale.
La première édition du Prix de l'Arc de Triomphe se déroula le dimanche 3 octobre 1920 et vit la victoire du 3 ans français Comrade. En 1923, Parth devient le premier cheval étranger à s'imposer et en 1931 Pearl Cap la première femelle. L'Arc n'eut pas lieu en 1939 et 1940, et se déroula sur l'hippodrome du Tremblay – aujourd'hui disparu – en 1943 et 1944, sur 2 300 mètres. L'hippodrome de Chantilly accueille la course en 2016 et 2017 en raison des importants travaux de rénovation de Longchamp alors en cours.
L'allocation de l'Arc n'a cessé d'augmenter au fil des années. De 150 000 Francs en 1920, elle s'élève depuis 2014 à 5 000 000 €, ce qui en fait la course sur gazon la mieux dotée au monde, grâce au sponsoring. Le sponsor actuel est le Qatar Racing and Equestrian Club (QREC), à la suite d'un accord avec France Galop signé à Doha en 2008, qui couvre les éditions de 2008 à 2022.
Le Prix de l'Arc de Triomphe se déroule au cours d'un week-end où se disputent également six autres courses de groupe 1 (les Prix Marcel Boussac, Jean-Luc Lagardère, de l'Abbaye de Longchamp, du Cadran, de l'Opéra, de la Forêt et de Royallieu), trois de groupe 2 (les Prix Chaudenay, Daniel Wildenstein et Dollar), ainsi que deux groupe 1 réservées aux pur-sang arabes (Arabian Trophy des Juments-Pouliches 4 Ans et l'Arabian World Cup).

## Records
Chevaux (2 victoires) : Huit pur-sang ont réalisé un doublé, dont trois juments. Parmi ces chevaux, seul Motrico n'a pas réalisé le doublé deux ans de suite.
- Ksar -	1921 et 1922 - 	Mâle -	France
- Motrico - 1930 et 1932 - Mâle -  France
- Corrida -	1936 et 1937 -	Femelle - France
- Tantième - 1950 et 1951 -	Mâle -	France
- Ribot - 	1955 et 1956 -	Mâle -	Italie
- Alleged -	1977 et 1978 -	Mâle -	Irlande
- Trêve - 2013 et 2014 -	Femelle - France
- Enable - 2017 et 2018 - Femelle - Angleterre

Chrono : 2'24"46 par Danedream en 2011 (le chrono de 2'23"61 de Found en 2016 n'est pas comptabilisé, car réalisé sur l'hippodrome de Chantilly)
Victoires par pays :
- France : 66
- Royaume-Uni : 19
- Irlande : 9
- Italie : 7
- Allemagne : 2

Jockeys
6 victoires
- Lanfranco Dettori  – Italie : avec Lammtarra (1995), Sakhee (2001), Marienbard (2002), Golden Horn (2015), Enable (2017, 2018)

4 victoires
- Jacques Doyasbère  –  France : avec Djebel (1942), Ardan (1944), Tantième (1950, 1951)
- Freddy Head  –  France : avec Bon Mot (1966), San San (1972), Ivanjica (1976), Three Troikas (1979)
- Yves Saint-Martin  –  France : avec Sassafrás (1970), Allez France (1974), Akiyda (1982), Sagace (1984)
- Pat Eddery  –  Irlande : avec Detroit (1980), Rainbow Quest (1985), Dancing Brave (1986), Trempolino (1987)
- Olivier Peslier  –  France : avec Helissio (1996), Peintre Célèbre (1997), Sagamix (1998), Solémia (2012)
- Thierry Jarnet  –  France : avec Subotica (1992), Carnegie (1994), Trêve (2013, 2014)

Entraîneurs
8 victoires 
- André Fabre – Trempolino (1987), Subotica (1992), Carnegie (1994), Peintre Célèbre (1997), Sagamix (1998), Hurricane Run (2005), Rail Link (2006), Waldgeist (2019)

Propriétaires
7 victoires 
- Khalid Abdullah / Juddmonte Farms – Rainbow Quest (1985), Dancing Brave (1986), Rail Link (2006), Workforce (2010), Enable (2017, 2018), Bluestocking (2024)

Étalons
4 victoires
- Brûleur – Ksar (1921, 1922), Priori (1925), Samos (1935)

## Palmarès
| Année | Vainqueur          | S/A            | Pays           | Père              | Jockey                | Entraîneur           | Propriétaire             | Deuxième           | Troisième                      | Quatrième                      | Cinquième          | Écart          | Temps          |
| ----- | ------------------ | -------------- | -------------- | ----------------- | --------------------- | -------------------- | ------------------------ | ------------------ | ------------------------------ | ------------------------------ | ------------------ | -------------- | -------------- |
| 2024  | Bluestocking       | F.4            | Royaume-Uni    | Camelot           | Rossa Ryan            | Ralph Beckett        | Juddmonte Farms          | Aventure           | Los Angeles                    | Sosie                          | Sevenna's Knight   | 1 ¼            | 2'31"58        |
| 2023  | Ace Impact         | M.3            | France         | Cracksman         | Cristian Demuro       | Jean-Claude Rouget   | Serge Stempniak          | Westover           | Onesto                         | Through Seven Seas             | Continuous         | 1 ¾            | 2'25"50        |
| 2022  | Alpinista          | F.5            | Royaume-Uni    | Frankel           | Luke Morris           | Sir Mark Prescott    | Kirsten Rausing          | Vadeni             | Torquator Tasso                | Al Hakeem                      | Grand Glory        | 1/2            | 2'35"71        |
| 2021  | Torquator Tasso    | M.4            | Allemagne      | Adlerflug         | Rene Piechulek        | Marcel Weiss         | Gestüt Auenquelle        | Tarnawa            | Hurricane Lane                 | Adayar                         | Sealiway           | 3/4            | 2'37"62        |
| 2020  | Sottsass           | M.4            | France         | Siyouni           | Cristian Demuro       | Jean-Claude Rouget   | White Birch Farm         | In Swoop           | Persian King                   | Gold Trip                      | Raabihah           | encolure       | 2'39"30        |
| 2019  | Waldgeist          | M.5            | France         | Galileo           | Pierre-Charles Boudot | André Fabre          | Gestüt Ammerland         | Enable             | Sottsass                       | Japan                          | Magical            | 1 ¾            | 2'31"97        |
| 2018  | Enable             | F.4            | Royaume-Uni    | Nathaniel         | Lanfranco Dettori     | John Gosden          | Khalid Abdullah          | Sea of Class       | Cloth of Stars                 | Waldgeist                      | Capri              | cte enc.       | 2'29"24        |
| 2017  | Enable             | F.3            | Royaume-Uni    | Nathaniel         | Lanfranco Dettori     | John Gosden          | Khalid Abdullah          | Cloth of Stars     | Ulysses                        | Order of St George             | Brametot           | 2 ½            | 2'28"69        |
| 2016  | Found              | F.4            | Irlande        | Galileo           | Ryan Moore            | Aidan O'Brien        | Coolmore                 | Highland Reel      | Order of St George             | Siljan's Saga                  | Postponed          | 1 ¾            | 2'23"61        |
| 2015  | Golden Horn        | M.3            | Royaume-Uni    | Cape Cross        | Lanfranco Dettori     | John Gosden          | A. E. Oppenheimer        | Flintshire         | New Bay                        | Trêve                          | Erupt              | 2              | 2'27"23        |
| 2014  | Trêve              | F.4            | France         | Motivator         | Thierry Jarnet        | Christiane Head      | Al Shaqab Racing         | Flintshire         | Taghrooda                      | Kingston Hill                  | Dolniya            | 2              | 2'26"05        |
| 2013  | Trêve              | F.3            | France         | Motivator         | Thierry Jarnet        | Christiane Head      | Al Shaqab Racing         | Orfevre            | Intello                        | Kizuna                         | Penglai Pavilion   | 5              | 2'32"04        |
| 2012  | Solémia            | F.4            | France         | Poliglote         | Olivier Peslier       | Carlos Laffon-Parias | Wertheimer & Frère       | Orfevre            | Masterstroke                   | Haya Landa                     | Yellow and Green   | encolure       | 2'37"68        |
| 2011  | Danedream          | F.3            | Allemagne      | Lomitas           | Andrasch Starke       | Peter Schiergen      | Gesüt B. Eberstein       | Shareta            | Snow Fairy                     | So You Think                   | St Nicholas Abbey  | 5              | 2'24"49        |
| 2010  | Workforce          | M.3            | Royaume-Uni    | King's Best       | Ryan Moore            | Sir Michael Stoute   | Khalid Abdullah          | Nakayama Festa     | Sarafina                       | Bekhabad                       | Fame and Glory     | tête           | 2'35"30        |
| 2009  | Sea The Stars      | M.3            | Irlande        | Cape Cross        | Michael Kinane        | John Oxx             | Cristopher Tsui          | Youmzain           | Cavalryman                     | Conduit                        | Dar Re Mi          | 2              | 2'26"30        |
| 2008  | Zarkava            | F.3            | France         | Zamindar          | Christophe Soumillon  | Alain de Royer-Dupré | S.A. Aga Khan            | Youmzain           | Soldier of Fortune / It's Gino | Soldier of Fortune / It's Gino | Vision d'Etat      | 2              | 2'28"80        |
| 2007  | Dylan Thomas       | M.4            | Irlande        | Danehill          | Kieren Fallon         | Aidan O'Brien        | Coolmore                 | Youmzain           | Sagara                         | Getaway                        | Soldier of Fortune | tête           | 2'28"50        |
| 2006  | Rail Link          | M.3            | France         | Dansili           | S. Pasquier           | André Fabre          | Khalid Abdullah          | Pride              | Hurricane Run                  | Best Name                      | Irish Wells        | encolure       | 2'31"70        |
| 2005  | Hurricane Run      | M.3            | France         | Montjeu           | Kieren Fallon         | André Fabre          | Michael Tabor            | Westerner          | Bago                           | Shirocco                       | Motivator          | 2              | 2'27"40        |
| 2004  | Bago               | M.3            | France         | Nashwan           | Thierry Gillet        | Jonathan Pease       | Succession Niarchos      | Cherry Mix         | Ouija Board                    | Acropolis                      | North Light        | 1/2            | 2'25"00        |
| 2003  | Dalakhani          | M.3            | France         | Darshaan          | Christophe Soumillon  | Alain de Royer-Dupré | S.A. Aga Khan            | Mubtaker           | High Chaparral                 | Doyen                          | Vinnie Roe         | 3/4            | 2'32"30        |
| 2002  | Marienbard         | M.5            | Royaume-Uni    | Caerleon          | Lanfranco Dettori     | Saeed bin Suroor     | Godolphin                | Sulamani           | High Chaparral                 | Califet                        | Islington          | 3/4            | 2'26"70        |
| 2001  | Sakhee             | M.4            | Royaume-Uni    | Bahri             | Lanfranco Dettori     | Saeed bin Suroor     | Godolphin                | Aquarelliste       | Sagacity                       | Golan                          | Milan              | 6              | 2'36"10        |
| 2000  | Sinndar            | M.3            | Irlande        | Grand Lodge       | Johnny Murtagh        | John Oxx             | S.A. Aga Khan            | Egyptband          | Volvoreta                      | Montjeu                        | Hightori           | 1 ½            | 2'25"80        |
| 1999  | Montjeu            | M.3            | France         | Sadler's Wells    | Michael Kinane        | John Hammond         | Michael Tabor            | El Condor Pasa     | Croco Rouge                    | Leggera                        | Tiger Hill         | 1/2            | 2'38"50        |
| 1998  | Sagamix            | M.3            | France         | Linamix           | Olivier Peslier       | André Fabre          | J.-L.Lagardère           | Leggera            | Tiger Hill                     | Croco Rouge                    | Caitano            | encolure       | 2'34"50        |
| 1997  | Peintre Célèbre    | M.3            | France         | Nureyev           | Olivier Peslier       | André Fabre          | D. Wildenstein           | Pilsudski          | Borgia                         | Oscar Schindler                | Predappio          | 5              | 2'24"60        |
| 1996  | Helissio           | M.3            | France         | Fairy King        | Olivier Peslier       | Elie Lellouche       | Enrique Sarasola         | Pilsudski          | Oscar Schindler                | Swain                          | Luna Wells         | 5              | 2'29"90        |
| 1995  | Lammtarra          | M.3            | Royaume-Uni    | Nijinsky          | Lanfranco Dettori     | S.bin Suroor         | Saeed Al Maktoum         | Freedom Cry        | Swain                          | Lando                          | Pure Grain         | 3/4            | 2'31"80        |
| 1994  | Carnegie           | M.3            | France         | Sadler's Wells    | Thierry Jarnet        | André Fabre          | Cheikh Mohammed          | Hernando           | Apple Tree                     | Ezzoud                         | Bright Moon        | cte encolure   | 2'31"10        |
| 1993  | Urban Sea          | F.4            | France         | Miswaki           | Eric Saint-Martin     | Jean Lesbordes       | David Tsui               | White Muzzle       | Opera House                    | Intrepidity                    | Only Royale        | encolure       | 2'37"90        |
| 1992  | Subotica           | M.4            | France         | Pampabird         | Thierry Jarnet        | André Fabre          | Olivier Lecerf           | User Friendly      | Vert Amande                    | St Jovite                      | Saganeca           | encolure       | 2'39"00        |
| 1991  | Suave Dancer       | M.3            | France         | Green Dancer      | Cash Asmussen         | John Hammond         | Henri Chalhoub           | Magic Night        | Pistolet Bleu                  | Toulon                         | Pigeon Voyageur    | 2              | 2'31"40        |
| 1990  | Saumarez           | M.3            | Royaume-Uni    | Rainbow Quest     | Gérald Mossé          | Nicolas Clément      | Bruce McNall             | Epervier Bleu      | Snurge                         | In The Wings                   | Belmez             | 3/4            | 2'29"80        |
| 1989  | Carroll House      | M.3            | Royaume-Uni    | Lord Gayle        | Michael Kinane        | Michael Jarvis       | A. Balzarini             | Behera             | Saint Andrews                  | Young Mother                   | Sierra Roberta     | 1 ½            | 2'30"80        |
| 1988  | Tony Bin           | M.5            | Italie         | Kampala           | John Reid             | L. Camici            | M. Del Bono Gaucci       | Mtoto              | Boyatino                       | Unfuwain                       | Village Star       | encolure       | 2'27"30        |
| 1987  | Trempolino         | M.3            | France         | Sharpen Up        | Pat Eddery            | André Fabre          | Paul de Moussac          | Tony Bin           | Triptych                       | Mtoto                          | Tabayaan           | 2              | 2'26"30        |
| 1986  | Dancing Brave      | M.3            | Royaume-Uni    | Lyphard           | Pat Eddery            | Guy Harwood          | Khalid Abdullah          | Bering             | Triptych                       | Shahrastani                    | Shardari           | 1 ½            | 2'27"70        |
| 1985  | Rainbow Quest      | M.4            | Royaume-Uni    | Blushing Groom    | Pat Eddery            | Jeremy Tree          | Khalid Abdullah          | Sagace (1er rétr.) | Kozana                         | Sumayr                         | Fitnah             | (encolure)     | 2'29"50        |
| 1984  | Sagace             | M.4            | France         | Luthier           | Yves Saint-Martin     | Patrick Biancone     | D. Wildenstein           | Northern Trick     | All Along                      | Esprit du Nord                 | Strawberry Road    | 2              | 2'39"10        |
| 1983  | All Along          | F.4            | France         | Targowice         | Walter Swinburn       | Patrick Biancone     | D. Wildenstein           | Sun Princess       | Luth Enchantée                 | Time Charter                   | Salmon Leap        | 1              | 2'28"10        |
| 1982  | Akiyda             | F.3            | France         | Labus             | Yves Saint-Martin     | François Mathet      | S.A. Aga Khan            | Ardross            | Awaasif                        | April Run                      | Real Shadaï        | tête           | 2'37"00        |
| 1981  | Gold River         | F.4            | France         | Riverman          | Gary-W. Moore         | Alec Head            | Jacques Wertheimer       | Bikala             | April Run                      | Perrault                       | Ardross            | 3/4            | 2'35"40        |
| 1980  | Detroit            | F.3            | France         | Riverman          | Pat Eddery            | Olivier Douïeb       | Robert Sangster          | Argument           | Ela-Mana-Mou                   | Three Troikas                  | Nebos              | 1/2            | 2'28"00        |
| 1979  | Three Troikas      | F.3            | France         | Lyphard           | Freddy Head           | Christiane Head      | Mme A. Head              | Le Marmot          | Troy                           | Pevero                         | Trillion           | 3              | 2'28"90        |
| 1978  | Alleged            | M.4            | Irlande        | Hoist the Flag    | Lester Piggott        | Vincent O'Brien      | R. Sangster              | Trillion           | Dancing Maid                   | Frère Basile                   | Guadanini          | 2              | 2'36"50        |
| 1977  | Alleged            | M.3            | Irlande        | Hoist the Flag    | Lester Piggott        | Vincent O'Brien      | R. Sangster              | Balmerino          | Crystal Palace                 | Dunfermline                    | Crow               | 1 ½            | 2'30"60        |
| 1976  | Ivanjica           | F.4            | France         | Sir Ivor          | Freddy Head           | Alec Head            | Jacques Wertheimer       | Crow               | Youth                          | Noble Dancer                   | Bruni              | 2              | 2'39"40        |
| 1975  | Star Appeal        | M.5            | Allemagne      | Appiani           | Greville Starkey      | Theo Grieper         | W. Zeitelhack            | On My Way          | Comtesse de Loir               | Un Kopeck                      | Allez France       | 3              | 2'33"60        |
| 1974  | Allez France       | F.4            | France         | Sea Bird          | Yves Saint-Martin     | Angel Penna          | D. Wildenstein           | Comtesse de Loir   | Margouillat                    | Kamaraan                       | Paumista           | tête           | 2'36"90        |
| 1973  | Rheingold          | M.4            | Royaume-Uni    | Fabergé           | Lester Piggott        | Barry Hills          | Henry Zeisel             | Allez France       | Hard to Beat                   | Card King                      | Lady Berry         | 2 ½            | 2'35"80        |
| 1972  | San San            | F.3            | France         | Bald Eagle        | Freddy Head           | Angel Penna          | C. Batthyany             | Rescousse          | Homeric                        | Regal Exception                | Card King          | —              | 2'28"30        |
| 1971  | Mill Reef          | M.3            | Royaume-Uni    | Never Bend        | Geoff Lewis           | Ian Balding          | Paul Mellon              | Pistol Packer      | Cambrizzia                     | Caro                           | Hallez             | 3              | 2'28"30        |
| 1970  | Sassafrás          | M.3            | France         | Sheshoon          | Yves Saint-Martin     | François Mathet      | Árpád Plesch             | Nijinsky           | Miss Dan                       | Gyr                            | Blakeney           | encolure       | 2'29"70        |
| 1969  | Levmoss            | M.4            | Irlande        | Le Levanstell     | W. Williamson         | S. McGrath           | S. McGrath               | Park Top           | Grandier                       | Candy Cane                     | Prince Régent      | 3/4            | 2'29"00        |
| 1968  | Vaguely Noble      | M.3            | France         | Vienna            | W. Williamson         | Étienne Pollet       | R. Franklin & N. B. Hunt | Sir Ivor           | Carmarthen                     | Roselière                      | La Lagune          | 3              | 2'35"20        |
| 1967  | Topyo              | M.3            | France         | Fine Top          | W. Pyers              | C.-W. Bartholomew    | Suzy Volterra            | Salvo              | Ribocco                        | Roi Dagobert                   | Heath Rose         | —              | 2'38"20        |
| 1966  | Bon Mot            | M.3            | France         | Worden            | Freddy Head           | William Head         | F.-W. Burmann            | Sigebert           | Lionel                         | A Tempo                        | Behistoun          | 1/2            | 2'39"80        |
| 1965  | Sea Bird           | M.3            | France         | Dan Cupid         | Pat Glennon           | Étienne Pollet       | Jean Ternynck            | Reliance           | Diatome                        | Free Ride                      | Anilin             | 6              | 2'35"50        |
| 1964  | Prince Royal       | M.3            | Italie         | Ribot             | Roger Poincelet       | G. Bridgland         | Rex Ellworth             | Santa Claus        | La Bamba                       | Timmy Lad                      | Belle Sicambre     | —              | 2'35"50        |
| 1963  | Exbury             | M.4            | France         | Le Haar           | Jean Deforge          | G. Watson            | Guy de Rothschild        | Le Mesnil          | Misti                          | Soltikoff                      | Sanctus            | 2              | 2'35"00        |
| 1962  | Soltikoff          | M.3            | France         | Prince Chevalier  | M. Depalmas           | R. Pelat             | Mme C. del Duca          | Monade             | Val de Loir                    | Snob                           | Match II           | —              | 2'30"90        |
| 1961  | Molvedo            | M.3            | Italie         | Ribot             | Enrico Camici         | Arturo Maggi         | Edigio Verga             | Right Royal        | Misti                          | Hight Hat                      | Match II           | 2              | 2'33"40        |
| 1960  | Puissant Chef      | M.3            | France         | Djefou            | M. Garcia             | C.-W. Bartholomew    | H. Aubert                | Hautain            | Point d'Amour III              | Esquimau                       | Santa Severa       | —              | 2'44"00        |
| 1959  | Saint Crespin      | M.3            | France         | Auréole           | George Moore          | Alec Head            | Prince Ali Khan          | Midnight Sun       | Le Loup Garou                  | Mi Carina                      | Primera            | dead-heat      | 2'33"30        |
| 1958  | Ballymoss          | M.4            | Irlande        | Mossborough       | S. Breasley           | Vincent O'Brien      | J. McShain               | Fric               | Cherasco                       | V.I.P.                         | Tanerko            | 2              | 2'37"90        |
| 1957  | Oroso              | M.4            | France         | Tifinar           | S. Boullenger         | D. Lescalle          | Raoul Meyer              | Denisy             | Balbo                          | Prince Taj                     | Al Mabsoot         | —              | 2'33"40        |
| 1956  | Ribot              | M.4            | Italie         | Tenerani          | Enrico Camici         | U. Penco             | Mis I. della Rochetta    | Talgo              | Tanerko                        | Career Boy                     | Master Boing       | 6              | 2'34"70        |
| 1955  | Ribot              | M.3            | Italie         | Tenerani          | Enrico Camici         | U. Penco             | Mis I. della Rochetta    | Beau Prince II     | Picounda                       | Kurun                          | Savoyard           | 3              | 2'35"60        |
| 1954  | Sica Boy           | M.3            | France         | Sunny Boy         | W. Johnstone          | P. Pelat             | Mme J. Cochery           | Banassa            | Filante                        | Norman                         | Cordova            | —              | 2'36"30        |
| 1953  | La Sorellina       | F.3            | France         | Sayani            | M. Larraun            | Étienne Pollet       | Paul Dubosq              | Silnet             | Worden                         | Buisson d'Or                   | Northern Light     | tête           | 2'31"80        |
| 1952  | Nuccio             | M.4            | France         | Traghetto         | Roger Poincelet       | Alec Head            | Aga Khan III             | La Mirambule       | Dynamiter                      | Silnet                         | Worden             | —              | 2'39"80        |
| 1951  | Tantième           | M.4            | France         | Deux Pour Cent    | Jacques Doyasbère     | François Mathet      | François Dupré           | Nuccio             | Le Tirol                       | Djelfa                         | Pan                | 2 ¼            | 2'32"80        |
| 1950  | Tantième           | M.3            | France         | Deux Pour Cent    | Jacques Doyasbère     | François Mathet      | François Dupré           | Alizier            | L'Amiral                       | Scratch                        | Fort Napoléon      | 1 ½            | 2'34"20        |
| 1949  | Coronation         | F.3            | France         | Djebel            | Roger Poincelet       | Charles Semblat      | Marcel Boussac           | Double Rose        | Amour Drake                    | Rantzau                        | Médium             | 4              | 2'38"60        |
| 1948  | Migoli             | M.4            | Royaume-Uni    | Bois Roussel      | C. Smirke             | Frank Butters        | Aga Khan III             | Nirgal             | Bey                            | Spooney                        | Turmoil            | 1 ½            | 2'31"60        |
| 1947  | Le Paillon         | M.5            | France         | Fastnet           | F. Rochetti           | W. Head              | L. Aurosseau             | Goyama             | Madelon                        | Fante                          | Tourment           | —              | 2'33"40        |
| 1946  | Caracalla          | M.4            | France         | Tourbillon        | Charlie Elliott       | Charles Semblat      | Marcel Boussac           | Prince Chevalier   | Pirette                        | Ardan                          | Fine Lad           | tête           | 2'33"30        |
| 1945  | Nikellora          | F.3            | France         | Vatellor          | R. Johnstone          | R. Pelat             | Mme R. Paturea           | Ardan              | Chanteur                       | Basileus                       | Samaritain         | —              | 2'34"80        |
| 1944  | Ardan              | M.3            | France         | Pharis            | Jacques Doyasbère     | Charles Semblat      | Marcel Boussac           | Un Gaillard        | Deux Pour Cent                 | Esmeralda                      | Samaritain         | —              | 2'35"00        |
| 1943  | Verso II           | M.3            | France         | Pinceau           | G. Duforez            | C. Clout             | Comte de Chambure        | Esmeralda          | Norseman                       | Cordon Rouge                   | Châteauroux        | —              | 2'33"40        |
| 1942  | Djebel             | M.5            | France         | Tourbillon        | Jacques Doyasbère     | Charles Semblat      | Marcel Boussac           | Tornado            | Breughel                       | Hern the Hunter                | Vigilance          | 2              | 2'37"90        |
| 1941  | Le Pacha           | M.3            | France         | Biribi            | P. Francolon          | J. Cunnington        | Philippe Gund            | Nepenthe           | Djebel                         | Jock                           | Longthanh          | 2              | 2'36"20        |
| 1940  | Course annulée     | Course annulée | Course annulée | Course annulée    | Course annulée        | Course annulée       | Course annulée           | Course annulée     | Course annulée                 | Course annulée                 | Course annulée     | Course annulée | Course annulée |
| 1939  | Course annulée     | Course annulée | Course annulée | Course annulée    | Course annulée        | Course annulée       | Course annulée           | Course annulée     | Course annulée                 | Course annulée                 | Course annulée     | Course annulée | Course annulée |
| 1938  | Éclair au Chocolat | M.3            | France         | Bubbles           | Charles Bouillon      | Lucien Robert        | Édouard de Rothschild    | Antonym            | Canot                          | Castel Fusano                  | Vatellor           | 2              | 2'39"80        |
| 1937  | Corrida            | F.5            | France         | Coronach          | Charlie Elliott       | J.-E. Watts          | Marcel Boussac           | Tonnelle           | Mousson                        | En Fraude                      | Sturmvogel         | cte tête       | 2'33"90        |
| 1936  | Corrida            | F.4            | France         | Coronach          | Charlie Elliott       | J.-E. Watts          | Marcel Boussac           | Cousine            | Fantastic                      | Blue Bear                      | Samos              | 1 ½            | 2'38"60        |
| 1935  | Samos              | F.3            | France         | Brûleur           | W. Sibbritt           | Frank Carter         | Evremond de Saint-Alary  | Péniche            | Corrida                        | Brantôme                       | Admiral Drake      | —              | 2'42"60        |
| 1934  | Brantôme           | M.3            | France         | Blandford         | Charles Bouillon      | Lucien Robert        | Édouard de Rothschild    | Assuérus           | Félicitation                   | Silver Plated                  | Sa Parade          | 2              | 2'41"80        |
| 1933  | Crapom             | M.3            | Italie         | Cranach II        | P. Caprioli           | F. Regoli            | Mario Crespi             | Casterari          | Pantalon                       | Assuérus                       | Camping            | —              | 2'41"60        |
| 1932  | Motrico            | M.7            | France         | Radamès           | Charles Semblat       | M. d'Okhuysen        | Max de Rivaud            | Goyescas           | Macaroni                       | Le Bécau                       | Fénolo             | —              | 2'44"60        |
| 1931  | Pearl Cap          | F.3            | France         | Le Capucin        | Charles Semblat       | Frank Carter         | Mlle Diana Esmond        | Amfortas           | Prince Rose                    | Brûlette                       | Taxodium           | 1 ½            | 2'38"80        |
| 1930  | Motrico            | M.5            | France         | Radamès           | M. Fruhinsholtz       | M. d'Okhuysen        | Max de Rivaud            | Hotwood            | Filarete                       | Ortello                        | Commanderie        | —              | 2'44"80        |
| 1929  | Ortello            | M.3            | Italie         | Teddy             | P. Caprioli           | W. Carter            | G. del Montel            | Kantar             | Finglas                        | Vatout                         | Ukrania            | —              | 2'42"80        |
| 1928  | Kantar             | M.3            | Royaume-Uni    | Alcantara II      | A. Esling             | R. Carver            | Ogden Mills              | Rialto             | Finglas                        | Motrico                        | Oleander           | —              | 2'38"80        |
| 1927  | Mon Talisman       | M.3            | France         | Craig and Eran    | Charles Semblat       | Frank Carter         | E. Martinez de Hoz       | Nino               | Felton                         | Fitérari                       | Flamant            | 2              | 2'32"80        |
| 1926  | Biribi             | M.3            | France         | Rabelais          | D. Torterolo          | J. Torterolo         | Simon Guthman            | Dorina             | Ptolemy                        | Masked Ruler                   | Priori             | —              | 2'32"80        |
| 1925  | Priori             | M.3            | France         | Brûleur           | M. Allemand           | P. Carter            | G. de Chavagnac          | Cadum              | Tras Los Montes                | La Habanera                    | Masked Marvel      | —              | 2'33"80        |
| 1924  | Massine            | M.4            | France         | Consols           | A. Sharpe             | E. Cunnington        | Henry Ternynck           | Isola Bella        | Cadum                          | Le Capucin                     | Uganda             | —              | 2'40"80        |
| 1923  | Parth              | M.3            | Royaume-Uni    | Polymelus         | F. O'Neill            | J.-H. Crawford       | A.-K. Macomber           | Massine            | Filibert de Savoie             | Checkmate                      | Kefalin            | encolure       | 2'38"20        |
| 1922  | Ksar               | M.4            | France         | Brûleur           | F. Bullock            | W.-R. Walton         | Mme Edmond Blanc         | Fléchois           | Relapse                        | Bahadur                        | Kefalin            | 2 ½            | 2'38"80        |
| 1921  | Ksar               | M.3            | France         | Brûleur           | G. Stern              | W.-R. Walton         | Mme Edmond Blanc         | Fléchois           | Square Measure                 | Odol                           | Cid Campeador      | 2              | 2'34"80        |
| 1920  | Comrade            | M.3            | Royaume-Uni    | Bachelor's Double | F. Bullock            | P.-P. Gilpin         | Evremond de Saint-Alary  | King's Cross       | Pieurs                         | Meddlesome Maid                | Embry              | 1              | 2'39"00        |